# Saint-Germain-des-Bois (Nièvre)
Pour les articles homonymes, voir Saint-Germain et Saint-Germain-des-Bois.
Saint-Germain-des-Bois est une commune française située dans le département de la Nièvre, en région Bourgogne-Franche-Comté.

## Géographie
La commune comprend trois hameaux :
- Saint-Germain-des-Bois
- Cervenon
- Thurigny

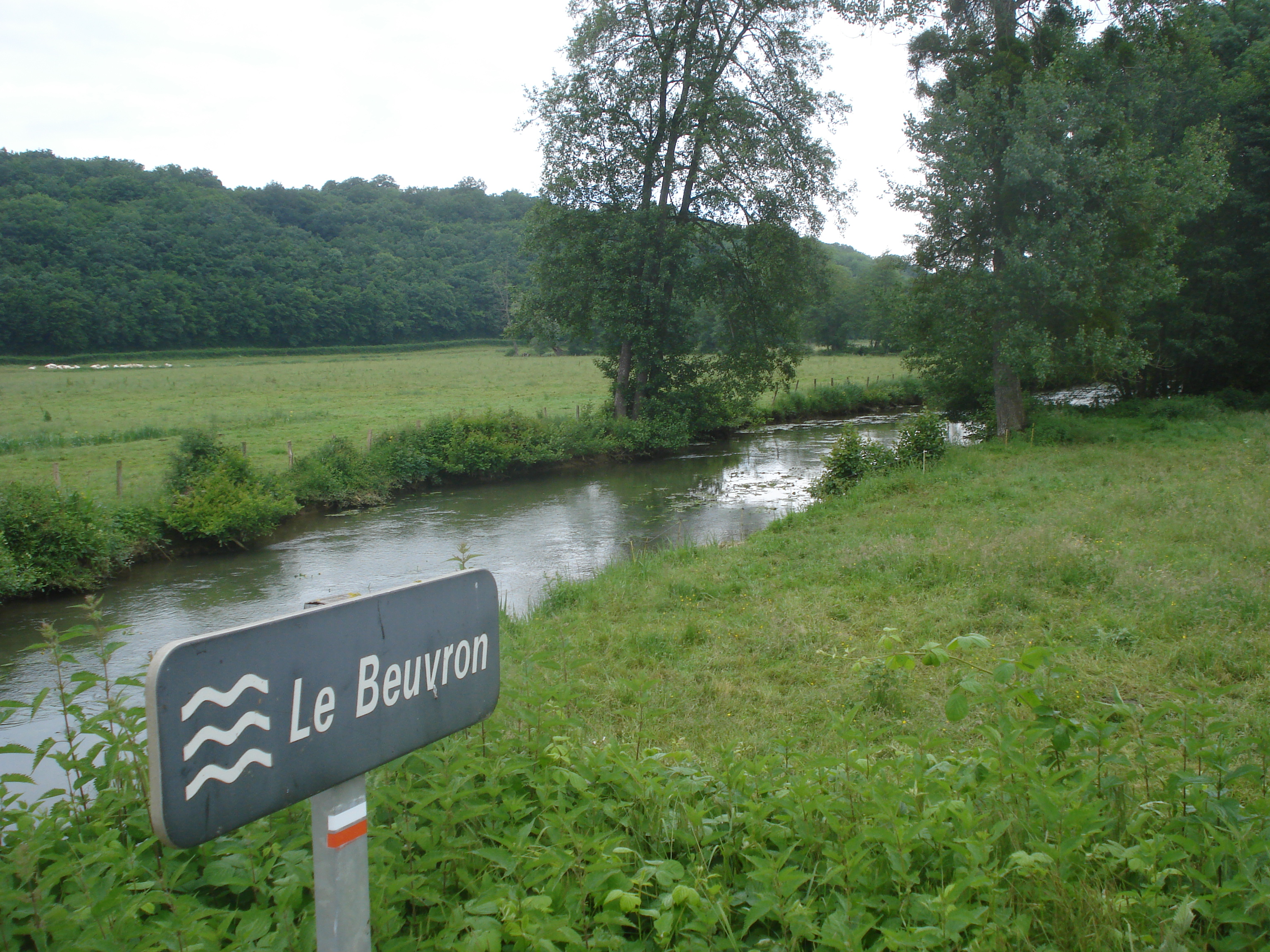
Le Beuvron.

La mairie et le cimetière se trouvent à Saint-Germain-des-Bois, situé sur une colline. Cervenon est situé à 3 km au sud-est et Thurigny à 1 km à l'ouest.
Le Beuvron traverse la commune à Thurigny.

### Communes limitrophes
Les communes limitrophes sont Ouagne, Cuncy-lès-Varzy, Amazy, Beuvron, Talon, Tannay et Grenois.

### Climat
Pour des articles plus généraux, voir Climat de la Bourgogne-Franche-Comté et Climat de la Nièvre.
En 2010, le climat de la commune est de type climat océanique dégradé des plaines du Centre et du Nord, selon une étude du Centre national de la recherche scientifique s'appuyant sur une série de données couvrant la période 1971-2000. En 2020, Météo-France publie une typologie des climats de la France métropolitaine dans laquelle la commune est exposée à un climat océanique altéré et est dans la région climatique  Centre et contreforts nord du Massif Central, caractérisée par un air sec en été et un bon ensoleillement. 
Pour la période 1971-2000, la température annuelle moyenne est de 10,8 °C, avec une amplitude thermique annuelle de 16 °C. Le cumul annuel moyen de précipitations est de 847 mm, avec 12,5 jours de précipitations en janvier et 7,9 jours en juillet. Pour la période 1991-2020, la température moyenne annuelle observée sur la station météorologique de Météo-France la plus proche, « Clamecy », sur la commune de Clamecy à 9 km à vol d'oiseau, est de 11,5 °C et le cumul annuel moyen de précipitations est de 707,4 mm. 
La température maximale relevée sur cette station est de 40,7 °C, atteinte le 25 juillet 2019 ; la température minimale est de −14 °C, atteinte le 9 février 2012,,. 
Les paramètres climatiques de la commune ont été estimés pour le milieu du siècle (2041-2070) selon différents scénarios d'émission de gaz à effet de serre à partir des nouvelles projections climatiques de référence DRIAS-2020. Ils sont consultables sur un site dédié publié par Météo-France en novembre 2022.

## Urbanisme

### Typologie
Au 1er janvier 2024, Saint-Germain-des-Bois est catégorisée commune rurale à habitat très dispersé, selon la nouvelle grille communale de densité à sept niveaux définie par l'Insee en 2022.
Elle est située hors unité urbaine. Par ailleurs la commune fait partie de l'aire d'attraction de Clamecy, dont elle est une commune de la couronne,. Cette aire, qui regroupe 45 communes, est catégorisée dans les aires de moins de 50 000 habitants,.

### Occupation des sols
L'occupation des sols de la commune, telle qu'elle ressort de la base de données européenne d’occupation biophysique des sols Corine Land Cover (CLC), est marquée par l'importance des forêts et milieux semi-naturels (52,8 % en 2018), une proportion identique à celle de 1990 (52,8 %). La répartition détaillée en 2018 est la suivante : forêts (52,8 %), terres arables (34,4 %), prairies (6,4 %), zones agricoles hétérogènes (6,4 %). L'évolution de l’occupation des sols de la commune et de ses infrastructures peut être observée sur les différentes représentations cartographiques du territoire : la carte de Cassini (XVIIIe siècle), la carte d'état-major (1820-1866) et les cartes ou photos aériennes de l'IGN pour la période actuelle (1950 à aujourd'hui).

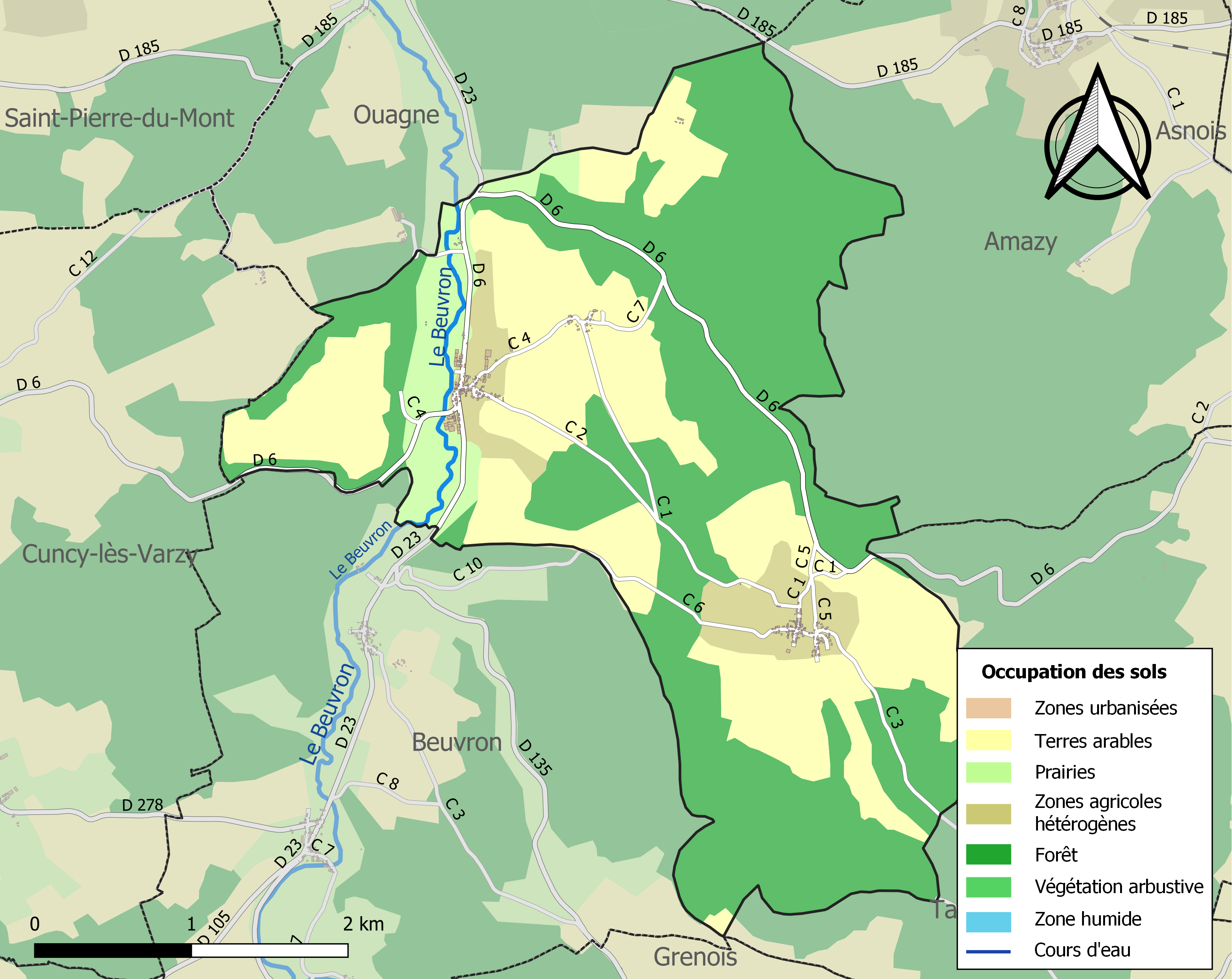
Carte des infrastructures et de l'occupation des sols de la commune en 2018 (CLC).

## Histoire
À Cervenon sous un gros arbre se trouve un tumulus non fouillé Cf. « Mémoires de la Société Académique du Nivernais », 1927, p. 85.

## Politique et administration
| Période                                  | Période   | Identité          | Étiquette | Qualité              |
| ---------------------------------------- | --------- | ----------------- | --------- | -------------------- |
| mars 2014                                | en cours  | Agnès Devoucoux   |           | Employée de commerce |
| mars 2008                                | mars 2014 | Jean-Pierre Comte |           | Retraité             |
| Les données manquantes sont à compléter. |           |                   |           |                      |

## Démographie
L'évolution du nombre d'habitants est connue à travers les recensements de la population effectués dans la commune depuis 1793. Pour les communes de moins de 10 000 habitants, une enquête de recensement portant sur toute la population est réalisée tous les cinq ans, les populations de référence des années intermédiaires étant quant à elles estimées par interpolation ou extrapolation. Pour la commune, le premier recensement exhaustif entrant dans le cadre du nouveau dispositif a été réalisé en 2008.

En 2022, la commune comptait 117 habitants, en évolution de +1,74 % par rapport à 2016 (Nièvre : −3,28 %, France hors Mayotte : +2,11 %).
| 1793 | 1800 | 1806 | 1821 | 1831 | 1836 | 1841 | 1846 | 1851 |
| ---- | ---- | ---- | ---- | ---- | ---- | ---- | ---- | ---- |
| 440  | 410  | 467  | 430  | 531  | 543  | 550  | 530  | 570  |

| 1856 | 1861 | 1866 | 1872 | 1876 | 1881 | 1886 | 1891 | 1896 |
| ---- | ---- | ---- | ---- | ---- | ---- | ---- | ---- | ---- |
| 604  | 577  | 552  | 480  | 483  | 470  | 477  | 388  | 372  |

| 1901 | 1906 | 1911 | 1921 | 1926 | 1931 | 1936 | 1946 | 1954 |
| ---- | ---- | ---- | ---- | ---- | ---- | ---- | ---- | ---- |
| 359  | 338  | 321  | 250  | 226  | 223  | 205  | 200  | 208  |

| 1962 | 1968 | 1975 | 1982 | 1990 | 1999 | 2006 | 2008 | 2013 |
| ---- | ---- | ---- | ---- | ---- | ---- | ---- | ---- | ---- |
| 174  | 172  | 141  | 112  | 107  | 103  | 108  | 110  | 110  |

| 2018 | 2022 | - | - | - | - | - | - | - |
| ---- | ---- | - | - | - | - | - | - | - |
| 126  | 117  | - | - | - | - | - | - | - |

## Culture locale et patrimoine

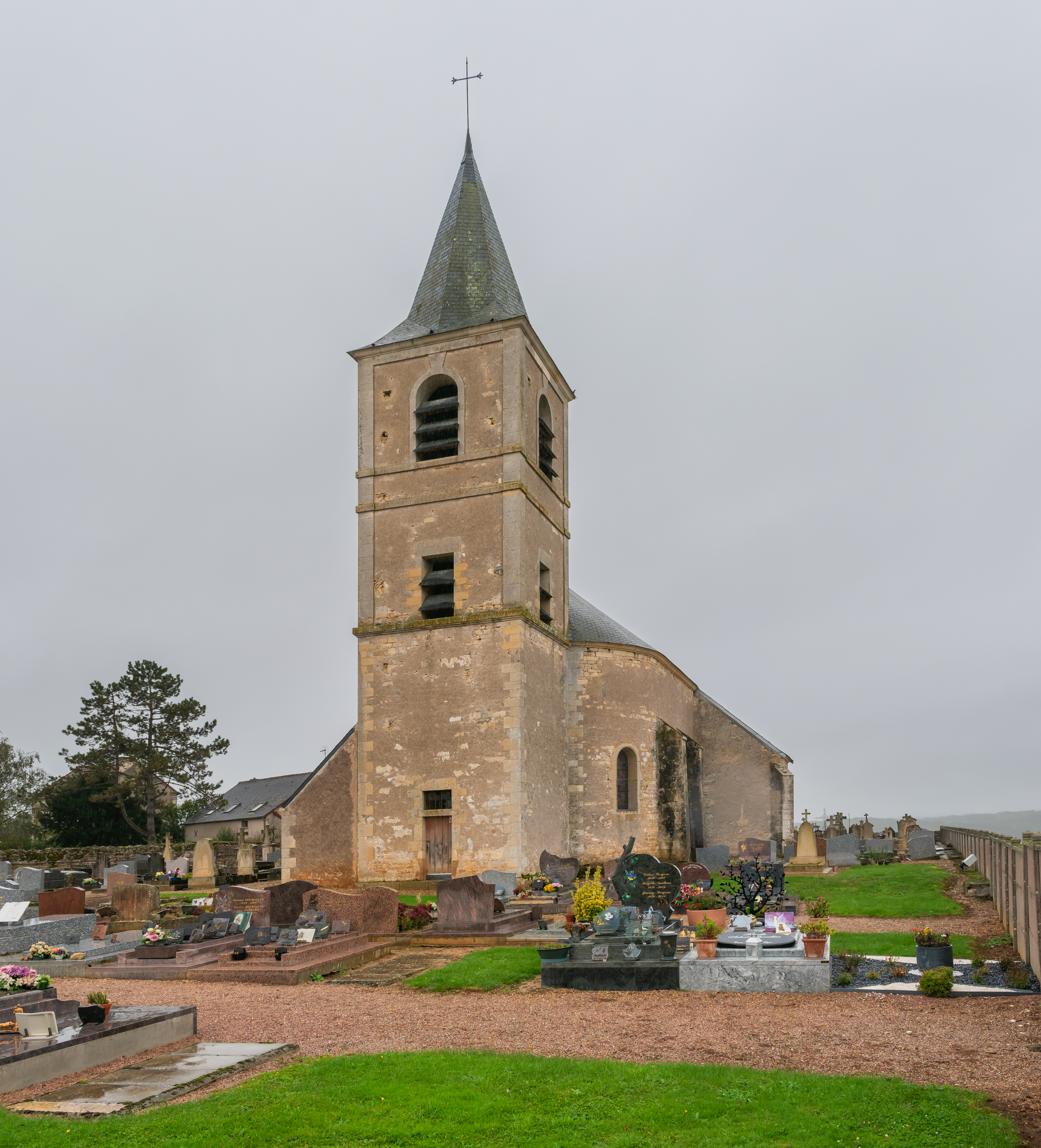
Église Saint-Germain de Saint-Germain-des-Bois

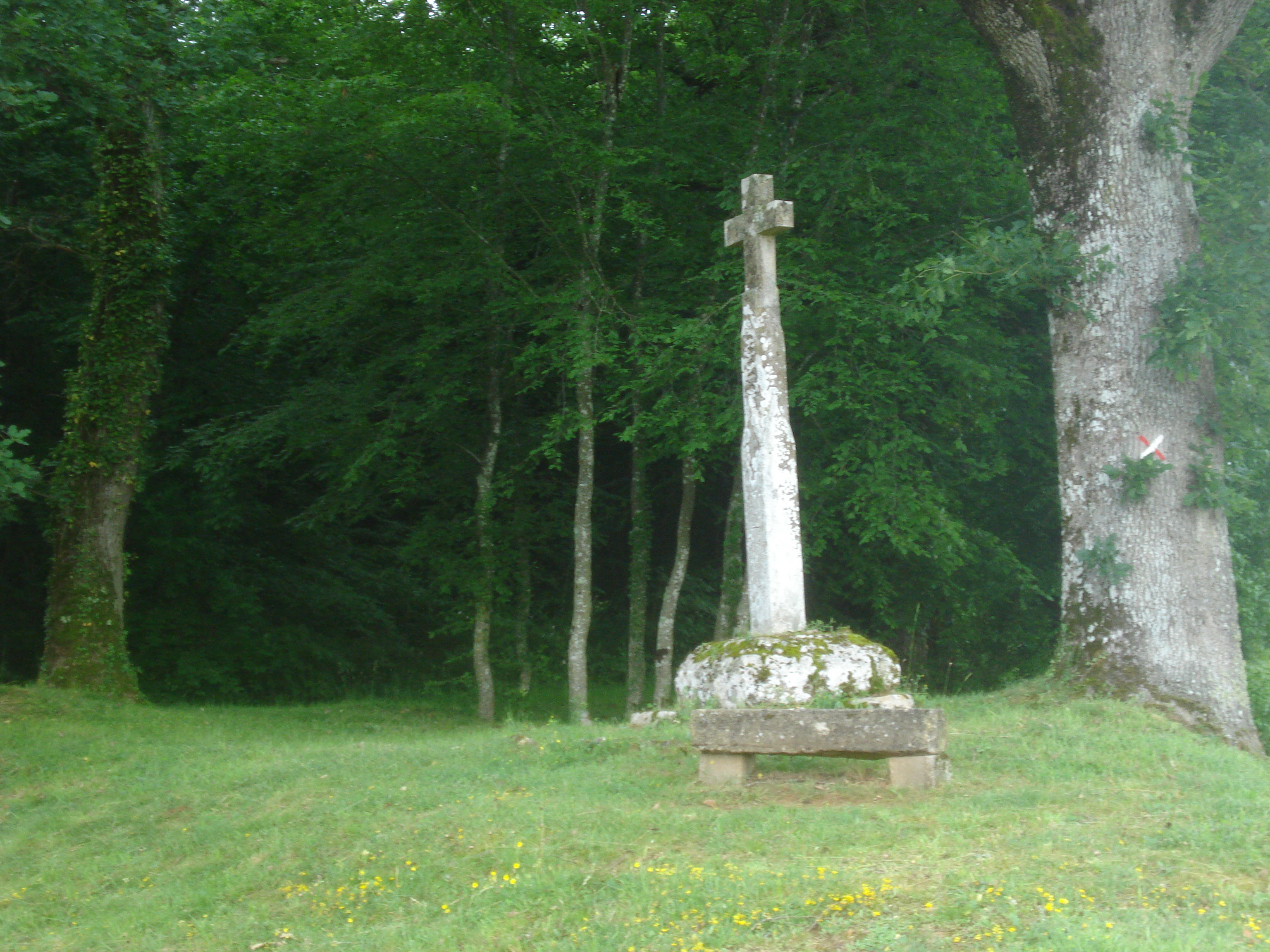
Calvaire sur le chemin de Saint-Jacques-de-Compostelle près de Cervenon.

### Lieux et monuments
- Le hameau de Saint-Germain-des-Bois possède une église romane, dédiée à saint Germain.
- Le hameau de Cervenon est une étape sur les chemins de Compostelle. Le hameau possède un lavoir couvert, communiquant avec un bassin à l'air libre.
- Le hameau de Thurigny, où la via Lemovicensis - une des voies principales du pèlerinage de Saint-Jacques de Compostelle - traverse le Beuvron, possède une petite chapelle gothique dédiée à saint Martin, un beau pont de pierre du XVIIIe siècle sur le Beuvron et un ancien lavoir au bord du Beuvron.

### Héraldique
| Blason de Saint-Germain-des-Bois | Blason  | Coupé ondé : au 1er parti au I de sinople à une volute de crosse d'or, au II d'argent à un dragon de gueules, au 2d d'azur à un épi de blé d'or accosté de deux coquilles du même. |
| Blason de Saint-Germain-des-Bois | Détails | Le statut officiel du blason reste à déterminer. |